# Velamazán

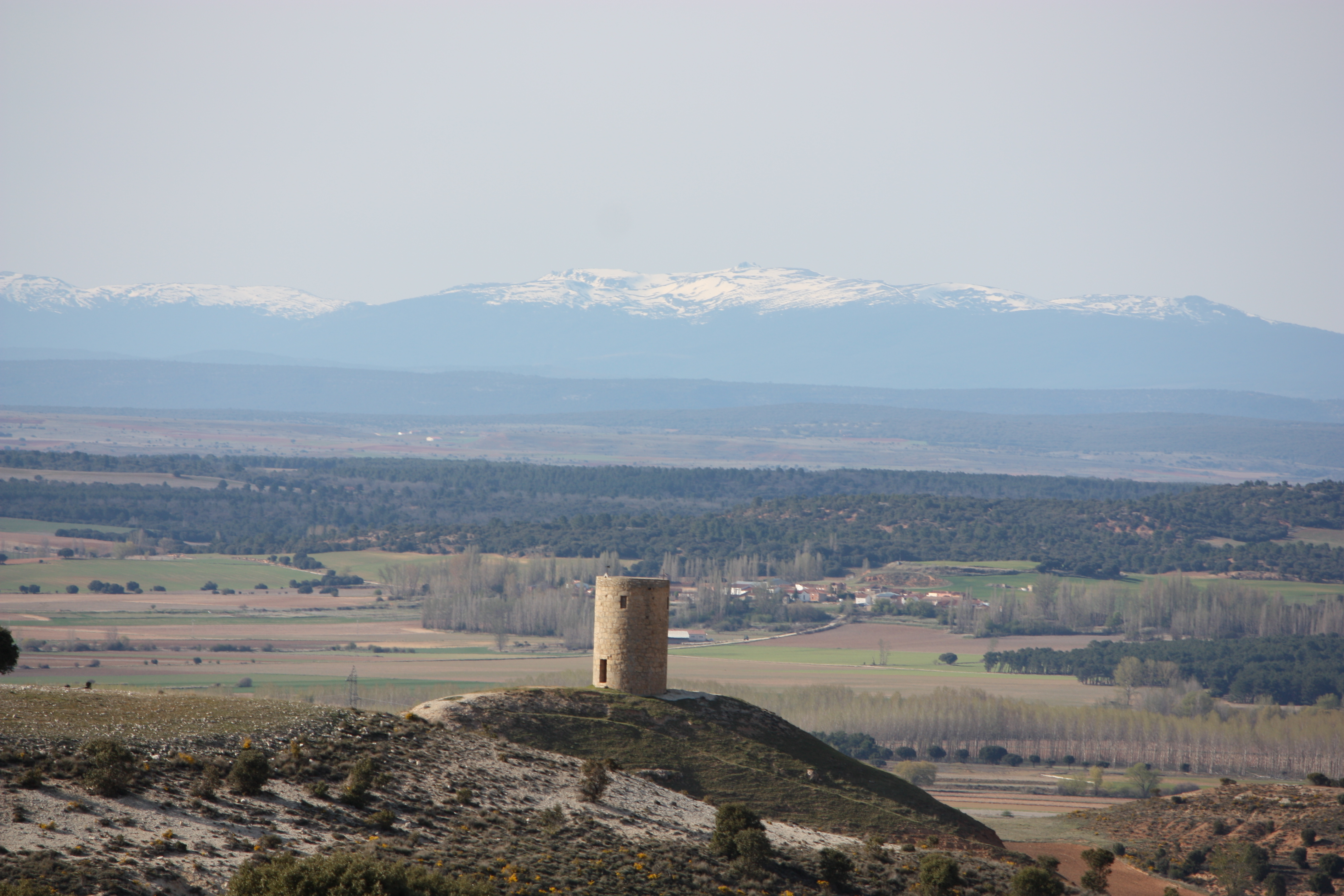
Atalaya de Velamazán

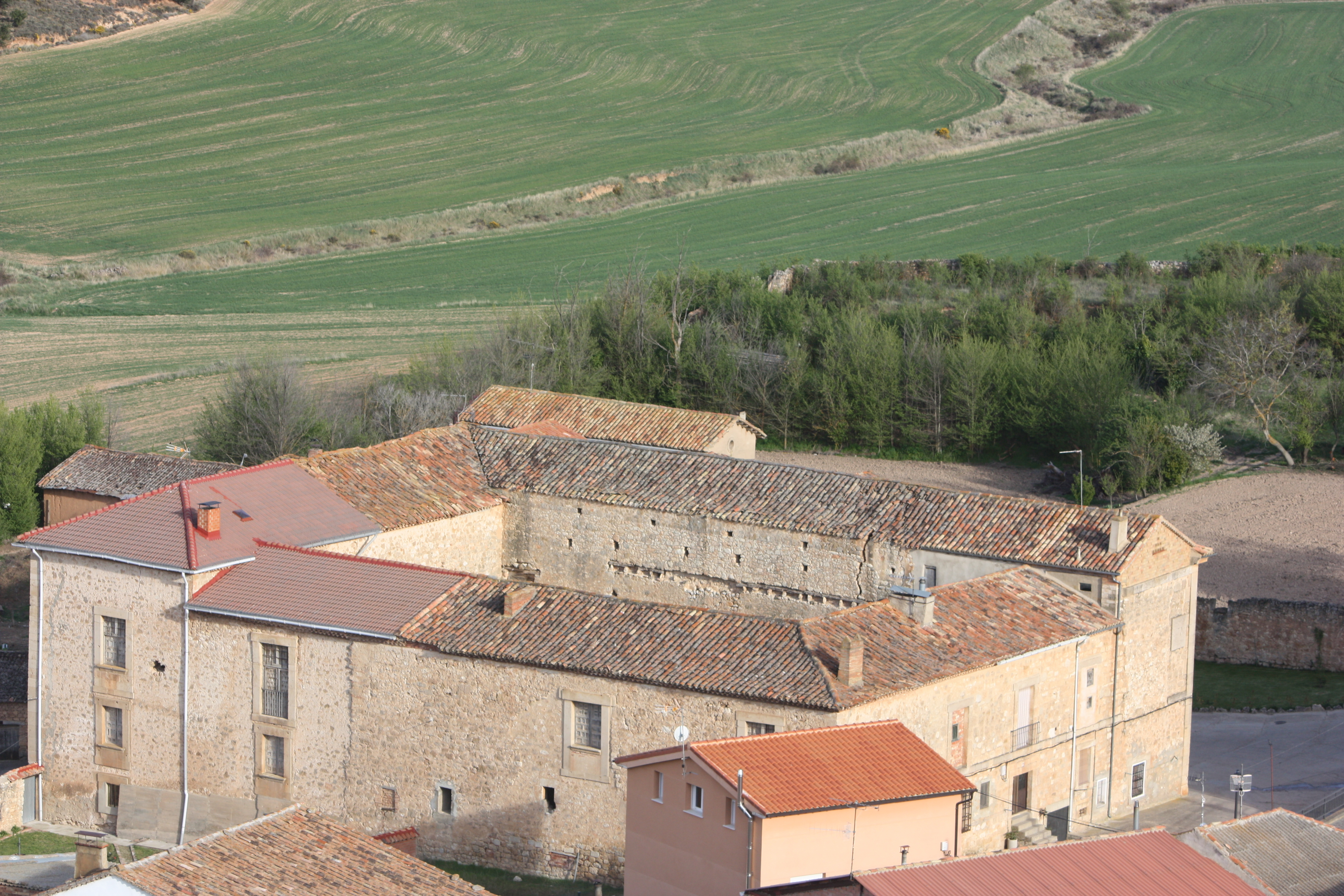
Palacio del Marquesado

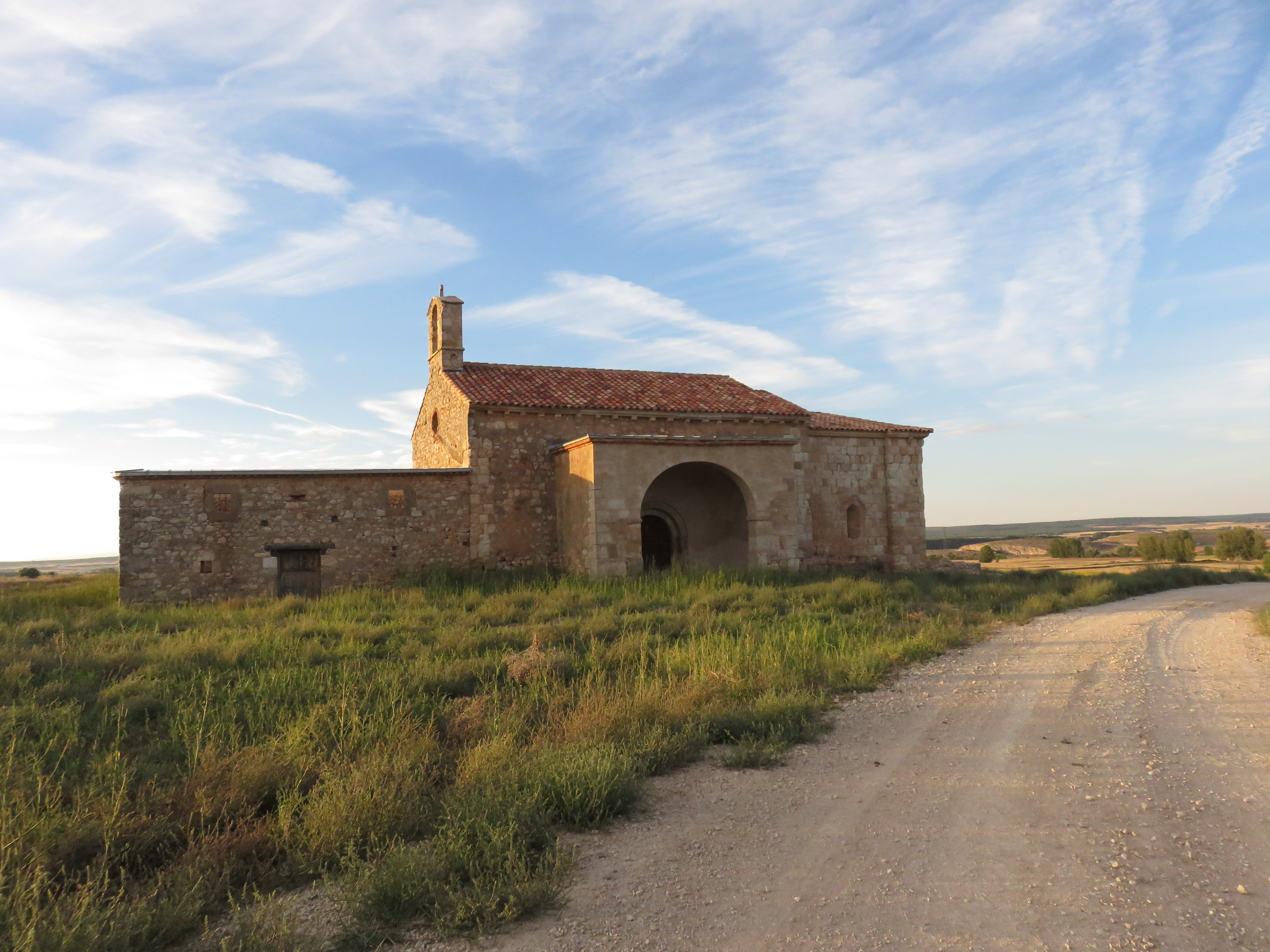
Ermita de la Virgen de la Dehesa

Velamazán ist ein kleines Bergdorf und gleichzeitig das Zentrum einer Gemeinde (municipio) mit nur noch 67 Einwohnern (Stand: 2024) in der spanischen Provinz Soria in der Autonomen Gemeinschaft Kastilien-León. Die Gemeinde gehört zum Bistum Osma-Soria.

## Lage
Velamazán liegt in der kargen Berglandschaft südlich des Duero im Zentrum der Provinz Soria in einer Höhe von ca. 975 m. Die Provinzhauptstadt Soria liegt etwa 60 km (Fahrtstrecke) nordöstlich; die Stadt Almazán befindet sich etwa auf halber Strecke. Das Klima ist rau, manchmal auch gemäßigt bis warm; Regen (ca. 490 mm/Jahr) fällt übers Jahr verteilt.

## Bevölkerungsentwicklung
| Jahr      | 1857 | 1900 | 1950 | 2001 | 2010 |
| Einwohner | 488  | 465  | 504  | 147  | 108  |

Die Mechanisierung der Landwirtschaft und die zunehmende Trockenheit der Bergregion führte in der zweiten Hälfte des 20. Jahrhunderts zu einem Verlust an Arbeitsplätzen, was wiederum eine Landflucht auslöste.

## Wirtschaft
Auf den kargen Böden der im Winter kalten Hochflächen der Provinz Soria war – mit Ausnahme von Gerste – kaum Getreideanbau möglich. Die Bevölkerung lebte jahrhundertelang hauptsächlich von der Zucht von Schafen und Ziegen, aus deren Milch Käse hergestellt wurde, der sich nach mühsamem Transport auf dem Markt in Burgo de Osma oder Almazán verkaufen oder gegen Mehl etc. eintauschen ließ. Die Wolle der Schafe wurde versponnen und im Winter zu Stoffbahnen verwoben, aus denen einfache Kleidung hergestellt wurde. Ziegenhaare eigneten sich nur zur Herstellung von wetterfesten Überwürfen (ponchos) oder von Säcken, Seilen etc.

## Geschichte
Kelten, Römer und Westgoten haben keine archäologisch verwertbaren Spuren hinterlassen; wahrscheinlich waren es Jäger und Hirten, die die früher wohl stärker bewaldete Gegend zuerst erkundeten. Die nachweisbare Geschichte des Ortes reicht bis in die maurisch-islamische Zeit zurück, als auf einer nahegelegenen Bergkuppe ein Wachturm (atalaya) errichtet wurde. Die erste Erwähnung des Ortsnamens Balamuzam stammt aus dem Jahr 1136. In dieser Zeit besiedelten Christen aus dem Norden aber auch aus dem Süden der Iberischen Halbinsel (Mozaraber) die Region. Im Jahr 1675 wurde unter König Karl II. eine Markgrafschaft (marquesado) Velamazán geschaffen, welche nominell noch heute existiert.

## Sehenswürdigkeiten
- Die einschiffige, aber mit einem Querhaus ausgestattete Pfarrkirche Santa Cruz stammt im Wesentlichen aus dem 16./17. Jahrhundert. Der Glockenturm ist jüngeren Datums.
- Eine Gerichtssäule (rollo) aus derselben Zeit steht auf dem Kirchplatz.
- Der Markgrafenpalast (palacio) stammt aus dem ausgehenden 17. Jahrhundert. In ihm ist heute ein einfaches Hotel (Casa rural) untergebracht.[5]
- Eine Quellfassung angeschlossener mit Viehtränke (abrevadero) befindet sich am Ortseingang.

außerhalb
- Auf einer benachbarten Bergkuppe erhebt sich der (restaurierte) ca. 7,50 m hohe runde Stumpf eines maurisch-islamischen Wachturms (atalaya).
- An der Flanke des Hügels steht die Ruine einer romanischen Kirche, in deren Mauern sich der örtliche Friedhof befindet.
- Die Ermita de la Virgen de la Dehesa steht einsam im Feld.